# Palm Springs Aerial Tramway

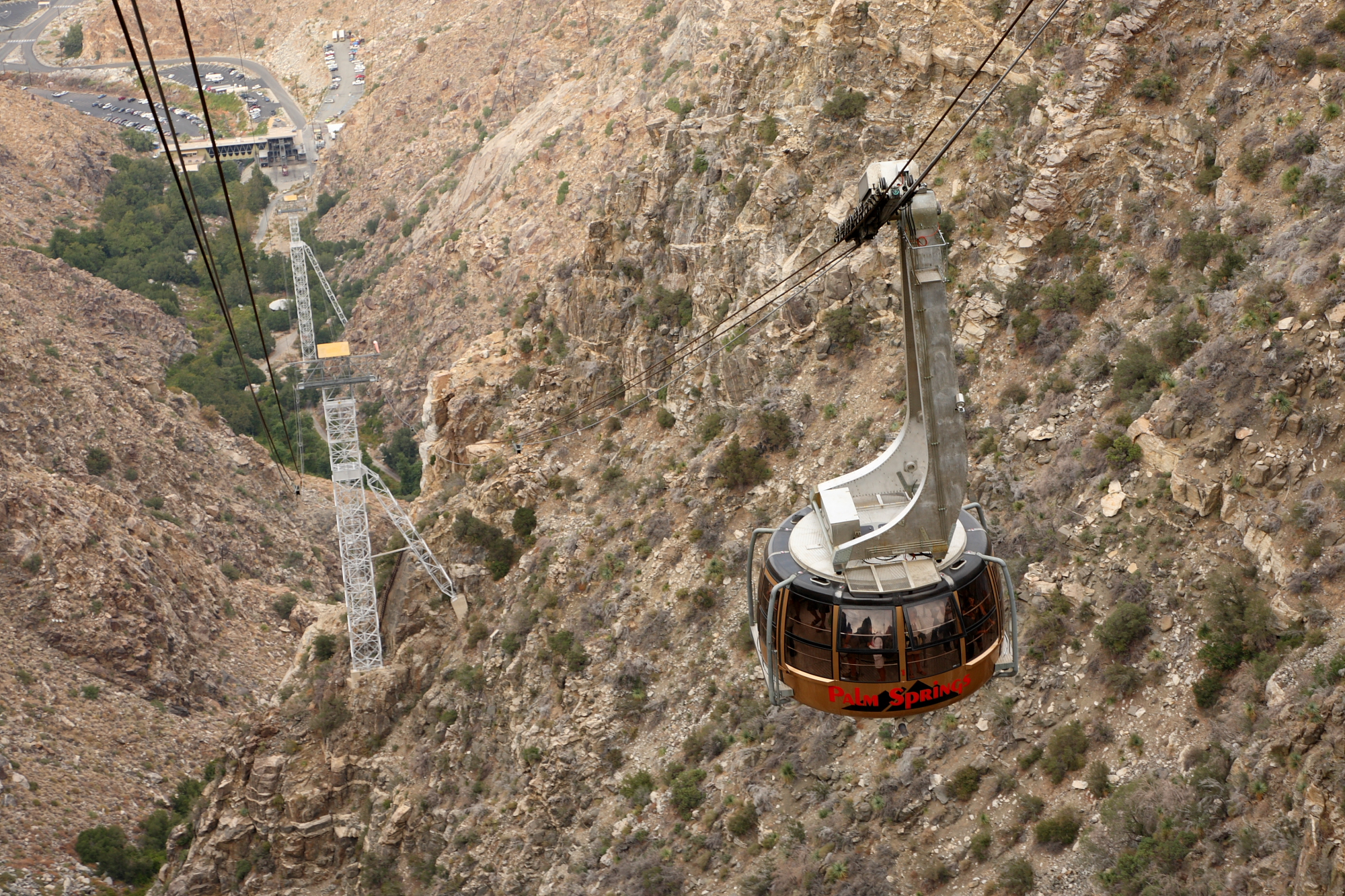
Die Seilbahn mit rotierender Kabine

Die Palm Springs Aerial Tramway ist eine 1963 eröffnete Luftseilbahn bei Palm Springs in Kalifornien. Von der Talstation in 806 m Höhe bis zur 2597 m hoch gelegenen Bergstation am Mount San Jacinto im Santa Rosa and San Jacinto Mountains National Monument überwindet sie einen Höhenunterschied von 1791 m und mehrere Klimazonen.
Die Pendelbahn fährt dabei über fünf Stützen und legt eine schräge Länge von 3895 m zurück. Die höchste Stütze hat eine Höhe von über 69 m.
Sie ist die größte der vier rotierenden Luftseilbahnen der Welt, seitdem sie im Jahre 2001 von Garaventa umgebaut und mit einer ROTAIR-Kabine der CWA ausgestattet wurde, deren Standfläche im Inneren sich während der Fahrt um sich selbst dreht. Diese Kabine hat einen Durchmesser von 5,5 m und fasst 80 Personen und den Kabinenbegleiter. Sie wiegt leer 10 t und beladen maximal 16,2 t.

## Trivia
Für die Columbo-Folge Zigarren für den Chef von 1972 wurden einige Szenen in der Seilbahn und auf dem Berg gedreht.